# Variable semiregular

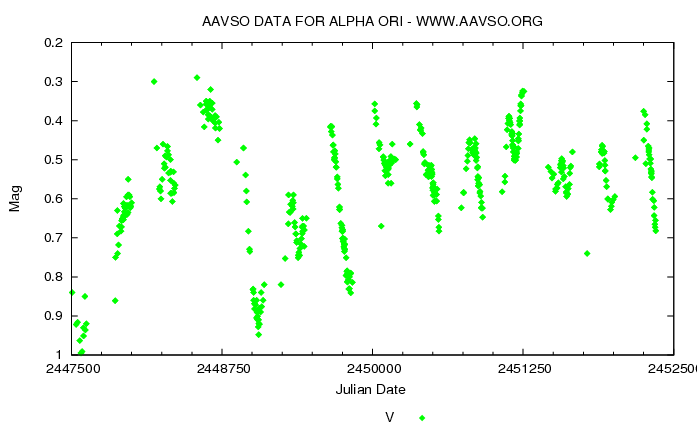
Corba de llum de l'estrella variable semiregular Betelgeuse.

Les estrelles variables semiregulars són gegants o  supergegants de tipus espectral intermedi o tardà que mostren una periodicitat en els seus canvis d'esclat, acompanyats o a vegades interromputs per diferents irregularitats. Els períodes van des de 20 fins a més de 2.000 dies, mentre que la forma de les corbes de llum poden ser bastant diferents i variables cada cicle. Les amplituds poden anar de centèsimes a moltes magnituds (usualment 1-2 magnituds en el filtre V).
Les semiregulars  variables es classifiquen en molts de subtipus:
- SRA: del darrer tipus espectral (M, C, S o Me, Ce, Se) gegants que mostren una periodicitat persistent i usualment una amplitud petita, menys de 2,5 magnituds en el filtre V. Z Aquarii és un exemple d'aquesta classe. Les amplituds i les formes de les corbes de llum generalment varien en el rang de 35-1200 dies. Moltes d'aquestes estrelles són diferents de les  variables del tipus Mira només perquè mostren amplituds de llum petites.
- SRB: del darrer tipus (M, C, S o Me, Ce, Se) gegants amb una periodicitat mal definida (cicles mitjans en el rang de 20 a 2300 dies) o amb intervals alternants de canvis irregulars periòdics i lents. Algunes poden ocasionalment cessar de variar del tot per un temps. RR Coronae Borealis i AF Cygni són exemples d'aquest comportament. Cada estrella d'aquest tipus pot tenir assignat un període mitjà. En qualque cas, s'han observat dos o més períodes de variació de llum.
- SRC: del darrer tipus espectral (M, C, S o Me, Ce, Se) supergegants amb amplituds d'aproximadament 1 magnitud i períodes de variació de llum des de 30 dies a milers de dies. Mu Cephei és un exemple d'aquesta classe.
- SRD: gegants i supergegants del tipus espectral F, G, o K, a vegades amb línies d'emissió en el seu espectre. Les amplituds de variació de llum són del rang de 0,1 a 4 magnituds i el rang del període és des de 30 a 1.100 dies. SX Herculis i SV Ursae Majoris són exemples d'aquesta classe. A M13 es poden veure una dotzena d'estrelles variables entre les magnituds 11,95 i 12,25, amb un període de 43 dies (V24) a 97 dies (V43).